# MC Ride
Стефан Корбин Бёрнетт (англ. Stefan Corbin Burnett; 10 мая 1978, Сакраменто), более известный как MC Ride — американский поэт, рэпер, автор песен и художник. Он является фронтменом экспериментальной хип-хоп группы Death Grips и использует агрессивный стиль рэпа вкупе с нигилистической, загадочной и вульгарной лирикой.

## Ранние годы
Стефан родился в Сакраменто, Калифорния. Он изучал изобразительное искусство в Хэмптонском университете, в Хамптоне, штат Вирджиния, но бросил учёбу.

## Творческая карьера
Бернетт начал выступать под псевдонимом «MXLPLX», сформировав хип-хоп группу под названием Fyre со своим братом (Swank Daddy) и другим рэпером из Сакраменто по имени Young G. Проект подошёл к концу после того, как его брат женился и не смог продолжить работу в группе. В это время Бернетт работал в пиццерии в Сакраменто и продолжил карьеру художника.
В 2010 году Бернетт взял себе псевдоним «MC Ride» и сформировал Death Grips со своим соседом Заком Хиллом, который был известен своей игрой на барабанах в группе Hella и работой сессионного музыканта.
Вскоре Зак привёл в группу друга и продюсера Энди Морина, и они начинают работать вместе.

В марте 2011 года Death Grips выпустили свой дебютный одноимённый EP. Месяц спустя они выпускают микстейп Exmilitary, который получил признание критиков и внимание музыкальных изданий. Группа подписывает контракт с Epic Records в 2012 году и вскоре выпускает свой дебютный альбом The Money Store.
В 2012 году группа слила свой второй альбом No Love Deep Web из-за нежелания Epic Records выпустить его до 2013 года, после этого Epic Records снимает их с лейбла. Впоследствии в 2013 году группа выпускает третий альбом под названием Government Plates. За этим последовал их четвёртый альбом, двойной альбом The Powers That B. Первый диск, Niggas on the Moon, был выпущен в 2014 году; каждый трек включал вокальные сэмплы исландской певицы Bjork.
2 июля 2014 года Death Grips объявили о своём расформировании, заявив, что «Death Grips закончились». После этого на странице группы в Твиттере была опубликована фотография объявления о разрыве, написанная на салфетке. Группа возродилась в январе 2015 года, выпустив инструментальный саундтрек Fashion Week. За этим последовал выпуск в марте Jenny Death, второго диска The Powers That B. Другой инструментальный проект, Interview 2016, был выпущен в марте 2016 года. В мае 2016 года они выпустили свой пятый студийный альбом Bottomless Pit; это был их первый полноформатный релиз с вокалом MC Ride с момента их предполагаемого расформирования.
Следующий релиз Death Grips, EP Steroids (Crouching Tiger Hidden Gabber Megamix), был выпущен в мае 2017 года, он представляет собой 22-минутный микс из восьми отдельных песен. Шестой студийный альбом группы Year of the Snitch был выпущен в июне 2018 года. В июне 2019 года Death Grips выпустили ранее неизданный мегамикс Gmail and the Restraining Orders к 30-летию Warp Records.

## Искусство
Вокал Стефана описывается как «ещё более интуитивная и поэтическая форма рэпа» и сравнивается со «смесью хардкор-панка и устного выступления». Его стиль также описывается как «шелушащийся от краски лай и поразительный визг». В своём обзоре на Exmilitary Нейт Патрин прокомментировал вокал Райда так: «Монолитный и резкий, его голос звучит мощно, удваивая биты до такой степени, что это даже не кажется проблемой, когда он наполовину погружен в микс.» Эван Рителевски из The A.V. Club описал голос Райда как «ещё один инструмент шлифовки, поскольку он кричит таким рваным и рваным голосом, что, должно быть, причиняет ему физическую боль».
Лирика Райда описывается как «песнопения и тирады, ритмические элементы которых трудно разобрать, но которые полны мрачных, невменяемых или одурманенных мыслей». Лирика Райда затрагивает различные темы, включая секс, наркотики, зависимость, экономический коллапс, безумие, самоубийство, оккультизм, паранойю и техно-футуризм. Джон Калверт из The Quietus писал: «Death Grips втягивает сознание MC Ride в схематизированный лабиринт в стиле Жоржа Брака, в сумеречное созвездие, в синаптическую вещь». Чейз Вудрафф из Slant Magazine утверждал, что лирика Райда «намекает на современную, неопределённую политическую окраску всей его ярости и отчуждения». Джеймс Убагс из The Quietus писал, что «параноидальные, политически заряженные бреды Райда не могут дать никакого решения мириадам мировых бед», но он, по крайней мере, обращает пристальное внимание на то, насколько хреновые вещи на самом деле, и это больше чем то, что может сказать большинство его
современников.
В интервью Pitchfork Бернетт заявил, что, хотя у него есть любимые музыканты, такие как Джимми Хендрикс, он черпает вдохновение больше из своих внутренних проблем, чем из человеческих достижений. У него есть карьера художника. Его искусство состоит из мрачных монохромных портретов. Его первая выставка прошла в Slow Culture в китайском квартале Лос-Анджелеса с 7 по 28 января 2017 года.

## Личная жизнь
Вопреки своему агрессивному рэп-стилю, Бернетт имеет приятный голос; в интервью Spin в 2012 году он сказал: «Я очень закрытый человек, у меня очень мало людей, которых я называю своими друзьями. Я очень не доверяю людям в целом; я очень не доверяю СМИ. Я не заинтересован в том, чтобы делиться своей личной жизнью с миром. Ноль». Его товарищ по группе Зак Хилл описал его как «затворника» и «очень закрытого», а в интервью он тихий и замкнутый.

## Дискография
- Exmilitary (2011)
- The Money Store (2012)
- No Love Deep Web (2012)
- Government Plates (2013)
- The Powers That B (2015)
- Bottomless Pit (2016)
- Year of the Snitch (2018)